# Cantonul Canisy
Cantonul Canisy este un canton din arondismentul Saint-Lô, departamentul Manche, regiunea Basse-Normandie, Franța.

## Comune
| Comune                     | Populație (1999) | Cod poștal | Cod INSEE |
| -------------------------- | ---------------- | ---------- | --------- |
| Canisy                     | ...              | 50750      | 50095     |
| Dangy                      | ...              | 50750      | 50159     |
| Gourfaleur                 | ...              | 50750      | 50213     |
| La Mancellière-sur-Vire    | ...              | 50750      | 50287     |
| Le Mesnil-Herman           | ...              | 50750      | 50313     |
| Quibou                     | ...              | 50750      | 50420     |
| Saint-Ébremond-de-Bonfossé | ...              | 50750      | 50465     |
| Saint-Martin-de-Bonfossé   | ...              | 50750      | 50512     |
| Saint-Romphaire            | ...              | 50750      | 50545     |
| Saint-Samson-de-Bonfossé   | ...              | 50750      | 50546     |
| Soulles                    | ...              | 50750      | 50581     |